# 德裔巴西人
德裔巴西人，是指有德意志人血統的巴西人，他們主要生活在該國的南部地區和東南部地區（南里奥格兰德州、聖卡塔琳娜州和巴拉那州，以及聖保羅和里約熱內盧州），德語方言也是繼葡萄牙語後巴西第二大語言。在2000年，巴西人口普查稱巴西有1200萬人屬於德意志血統。
在1824年至1972年之間，約有260,000德國人定居在巴西，僅次於葡萄牙人，意大利人，西班牙人和日本人。人口數量的快速增長歸因於極高的出生率，這是巴西最高的。在19世紀，每位德裔巴西婦女的平均分娩數為10人。
巴西受德裔移民影響最大的州是聖卡塔琳娜州，這是唯一一個以德裔人為主要移民國籍的州。在聖卡塔琳娜州定居的所有移民中，德意志人和奧地利人約為50％，南里奧格蘭德州和巴拉那州則佔15％至20％。在該國其他地區，德意志人佔不到5％的人口。
他們很多人因歐洲1848年革命失敗移民巴西，他們起初人口雖少但因自然增長率快速，每十年便增加一倍以上。巴西南部現在被稱為“小德國”，德裔人在那裡行使商業和金融優勢。在政治方面，前巴西總統博爾索納羅、埃內斯托·蓋澤爾，前巴西副總統、巴西海軍上將奧古斯特·拉德馬克，巴西勞工黨主席格萊茜·霍夫曼是德裔出身。
他們多數信仰天主教，也有信仰新教。